# 蔡集镇
蔡集镇，是中华人民共和国江苏省宿迁市宿城区下辖的一个乡镇级行政单位。
2021年3月2日，将宿豫区蔡集镇划归宿城区管辖。

## 行政区划
蔡集镇下辖以下地区：
蔡集社区、集南社区、樊湾社区、漏河社区、牛角社区、徐洼村、刘庄村、杨集村、大王庄村、施圩村、朱李村、张油坊村和田洼村。